# 寛容社会
寛容社会（かんようしゃかい,　英：permissive society）とは、反権威主義運動等により文化変容が起こり、従来の社会規範が崩壊した社会のこと。許容社会、許容的社会、ぬるま湯的社会とも。社会の自由化、文化変容を、不安定化、不道徳化として批判する文脈で用いられる。
この文化変容は、例えばオランダでは、「プロヴォ（Provo）」と呼ばれた若者の反体制アナーキスト･グループ、学生運動、徴兵制によって募集された一般軍人による兵士労働組合、「ドレ・ミーナ（Dolle Mina）」に代表される女性解放運動といった「反権威主義運動」に代表されるもので、これらはオランダ社会を特徴づけていた列柱状社会分割の根本である「柱」の存在意義に対するアンチテーゼであった。このような反権威主義運動は、1960年代を象徴する時代精神として全世界的な傾向だった。
イギリスでは1960年代以降、家族計画運動や女性の解放、家族の多様化、離婚や同性愛の許容といった左翼革新的運動の成果と、それに伴った副作用として無知な10代の望まない妊娠・出産の急増といった変化があり、これを社会の不安定化、不道徳化として快く思わない道徳的右派（Moral Right）の人々が、この自由化の流れを Permissive society あるいは permissiveness と呼んで批判した。保守党が労働党を批判する際の政治的キャッチフレーズとしても使われ、彼らは自由化後の社会を Permissive society と呼び、それを主導したのが労働党政権であり、彼らが推進する性教育も重ねて批判するという戦略を取った。